# Église Saint-Georges du Heaulme
L'église Saint-Georges est une église catholique paroissiale située au Heaulme, en France. Elle se compose pour l'essentiel d'une nef unique sans grand caractère qui remonte en partie à la première moitié du XIIe siècle, et d'un chœur gothique d'une seule travée édifié au cours du dernier quart du XIIe siècle. Sa voûte d'ogives a disparu, mais ses colonnettes à chapiteaux, mutilées, restent en place. Le principal intérêt de l'église réside en un tympan roman tardif du milieu du XIIe siècle, qui est l'un parmi seulement deux tympans romans historiés du Vexin français. En raison de la valeur de son portail, la petite église a été inscrite aux monuments historiques par arrêté du 16 juin 1926, et bénéficié d'une restauration depuis. Le Heaulme est aujourd'hui affilié à la paroisse Avernes et Marines, et son église n'accueille plus des messes dominicales que deux fois par an, le samedi à 18 30.

## Localisation
L'église Saint-Georges est située en France, en région Île-de-France et dans le département du Val-d'Oise, dans le Parc naturel régional du Vexin français, au pied des buttes de Rosne (côté sud) et près de Marines, sur la commune du Heaulme, Grande-Rue (RD 188). Elle est édifiée sur une terrasse dominant légèrement la rue grâce à un mur de soutènement, mais il suffit de gravir trois marches d'escalier pour accéder au portail sous le porche. Celui-ci est coincé entre la façade occidentale et la mairie, qui se situe à l'ouest de l'église. L'élévation septentrionale est alignée sur la rue. L'élévation méridionale et le chevet donnent sur l'ancien cimetière, qui est aujourd'hui un terrain municipal laissé à l'abandon. Cependant, le chevet est également visible depuis la rue.

## Historique

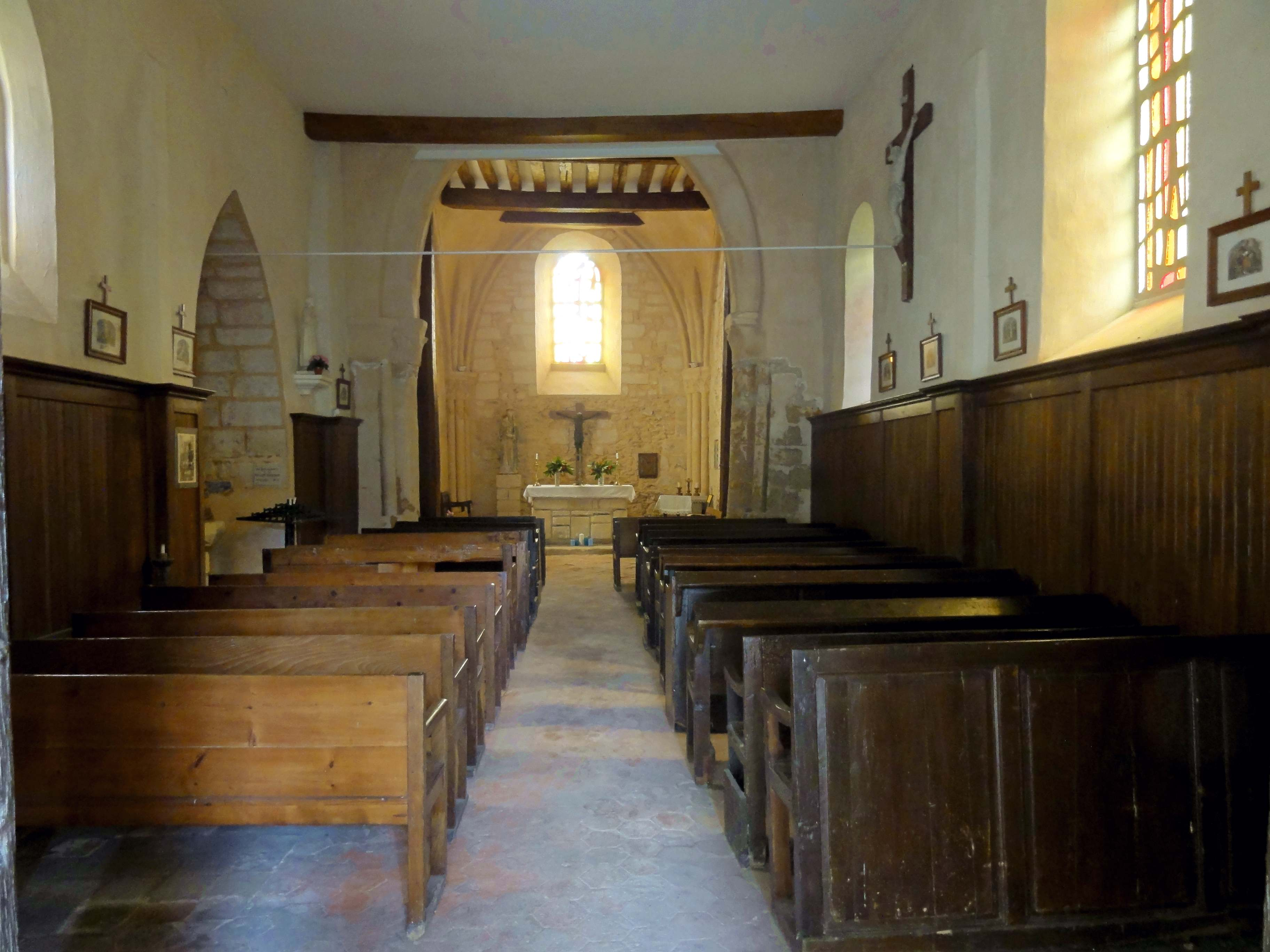
Nef, vue vers l'est.

La date de fondation de la paroisse n'est pas connue. Son église est dédiée à saint Georges. Le culte de ce saint reste pratiquement limité à l'église orthodoxe jusqu'à la Première croisade. Grâce à l'assistance de saint Georges, dit-on, les Latins remportent une victoire décisive sur les Turcs à l'issue du siège d'Antioche, le 28 juin 1098. Par la suite, les croisés rapportent de nombreuses reliques de saint Georges en Occident, et des églises dédiées à Saint-Georges sont fondées à partir du début du XIIe siècle. — Sous l'Ancien Régime, Le Heaulme relève du doyenné de Meulan, de l'archidiaconé du Vexin français avec siège à Pontoise, et de l'archidiocèse de Rouen. Le collateur de la cure est l'archevêque de Rouen. La Révolution française apporte le rattachement au nouveau diocèse de Versailles, qui regroupe l'ensemble des paroisses du département de Seine-et-Oise. En 1966, Le Heaulme change une seconde fois de diocèse avec la création du nouveau diocèse de Pontoise, qui correspond au territoire du département du Val-d'Oise alors en voie de constitution. Le Heaulme est aujourd'hui affilié à la paroisse Avernes et Marines, et l'église Saint-Georges n'accueille plus des messes dominicales anticipées que deux fois par an, le samedi à 18 h 30.

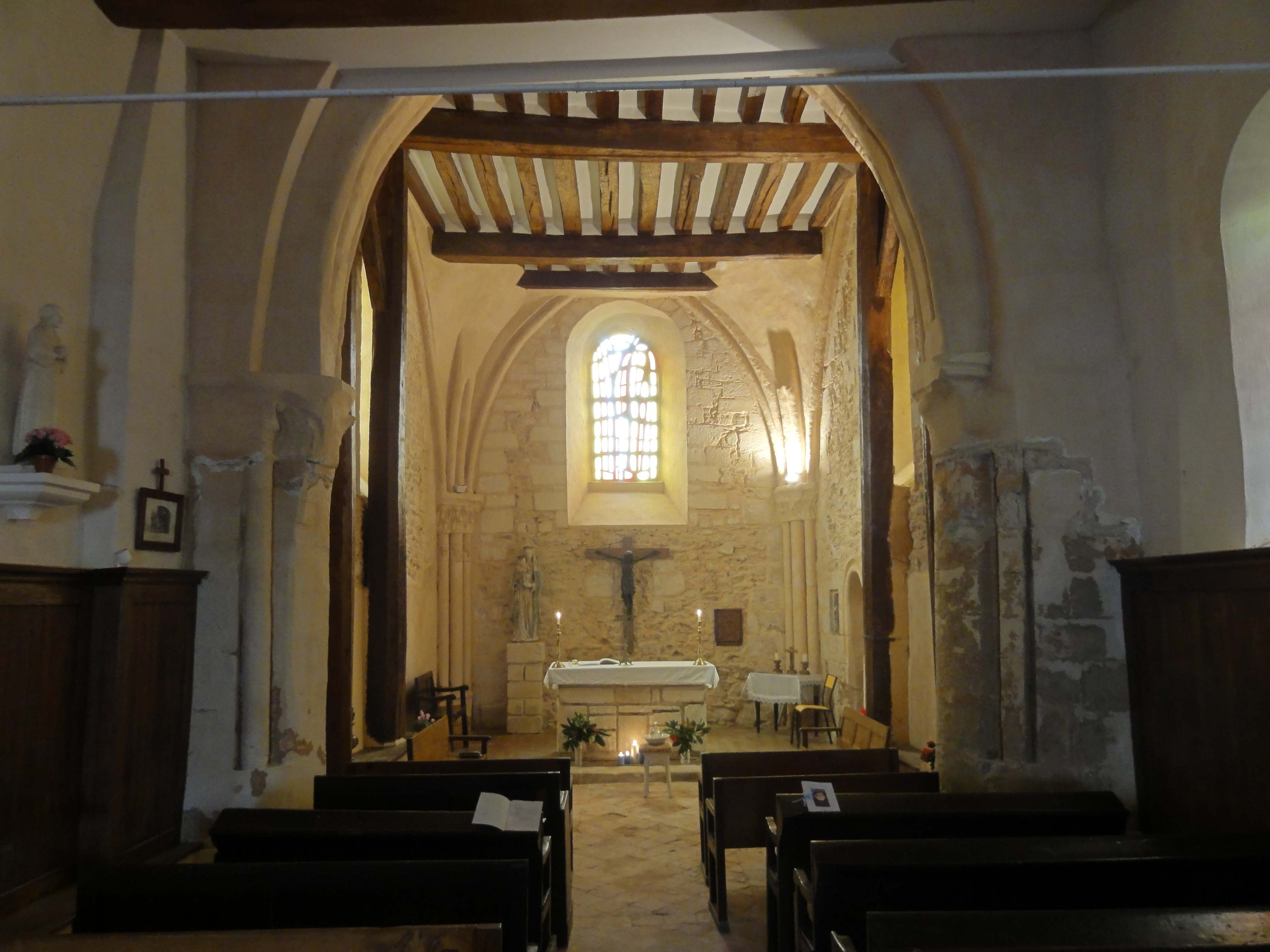
Nef, vue dans le chœur.

Aucun document ne renseigne sur la construction de l'église. Le tympan de style roman tardif du portail bouché au nord de la nef représente son élément le plus intéressant. Par son décor architectural, il se rattache au second quart du XIIe siècle. Selon Richard Lefebvre des Noëttes, la selle du cheval de saint Georges, qui est représenté sur le tympan, correspond à un type qui se répand à partir de 1140 environ. La forme du bouclier suggère le milieu du XIIe siècle. Les maçonneries sont datables de la première période gothique par les contreforts à ressauts sans larmiers, mais les chapiteaux de crochets déjà bien affirmés visibles à l'intérieur ne permettent pas d'avancer une date antérieure à la fin du XIIe siècle. La date ou la raison de la disparition de la voûte d'ogives du chœur ne sont pas connus, et le clocher en charpente n'est pas non plus daté. L'ancien portail est maladroitement restauré à la fin du XIXe siècle, avec reconstitution totale du piédroit droit manquant. En raison de la valeur de son portail, l'église Saint-Georges est inscrite aux monuments historiques par arrêté du 16 juin 1926. Elle a bénéficié d'une restauration intérieure vers la fin du XXe siècle. Le clocher a été consolidé et réhabilité en 1996.

## Description

### Aperçu général

Plan de l'église.

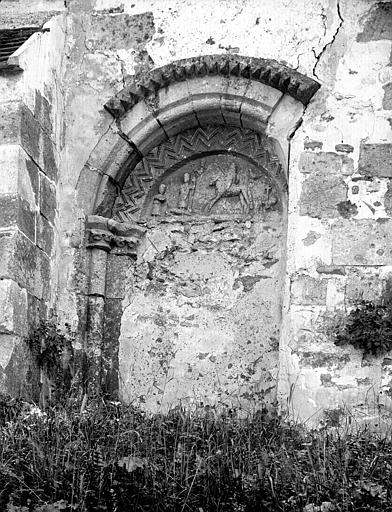
État avant la restauration à la fin du XIXe siècle.

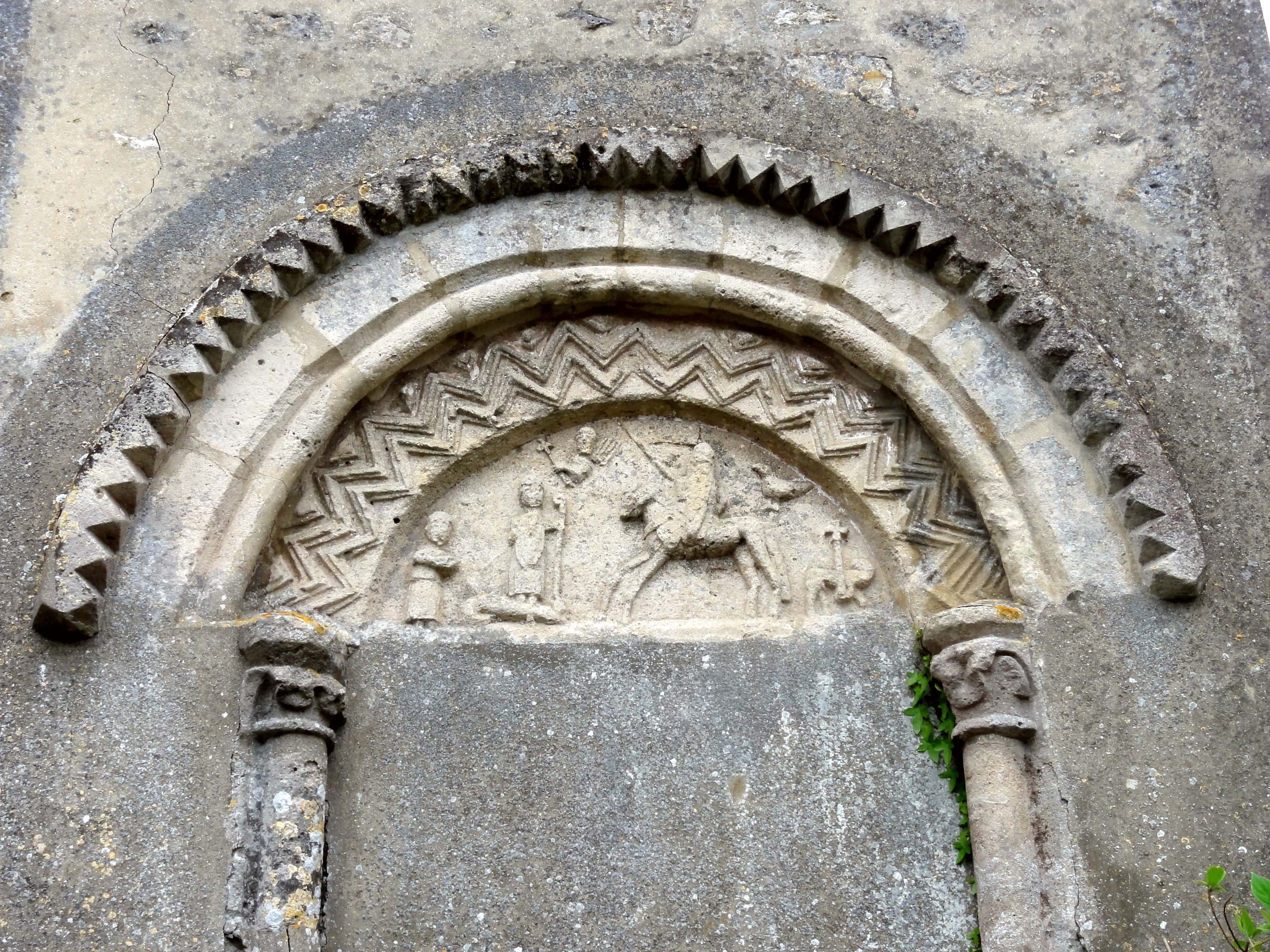
Archivolte et tympan.

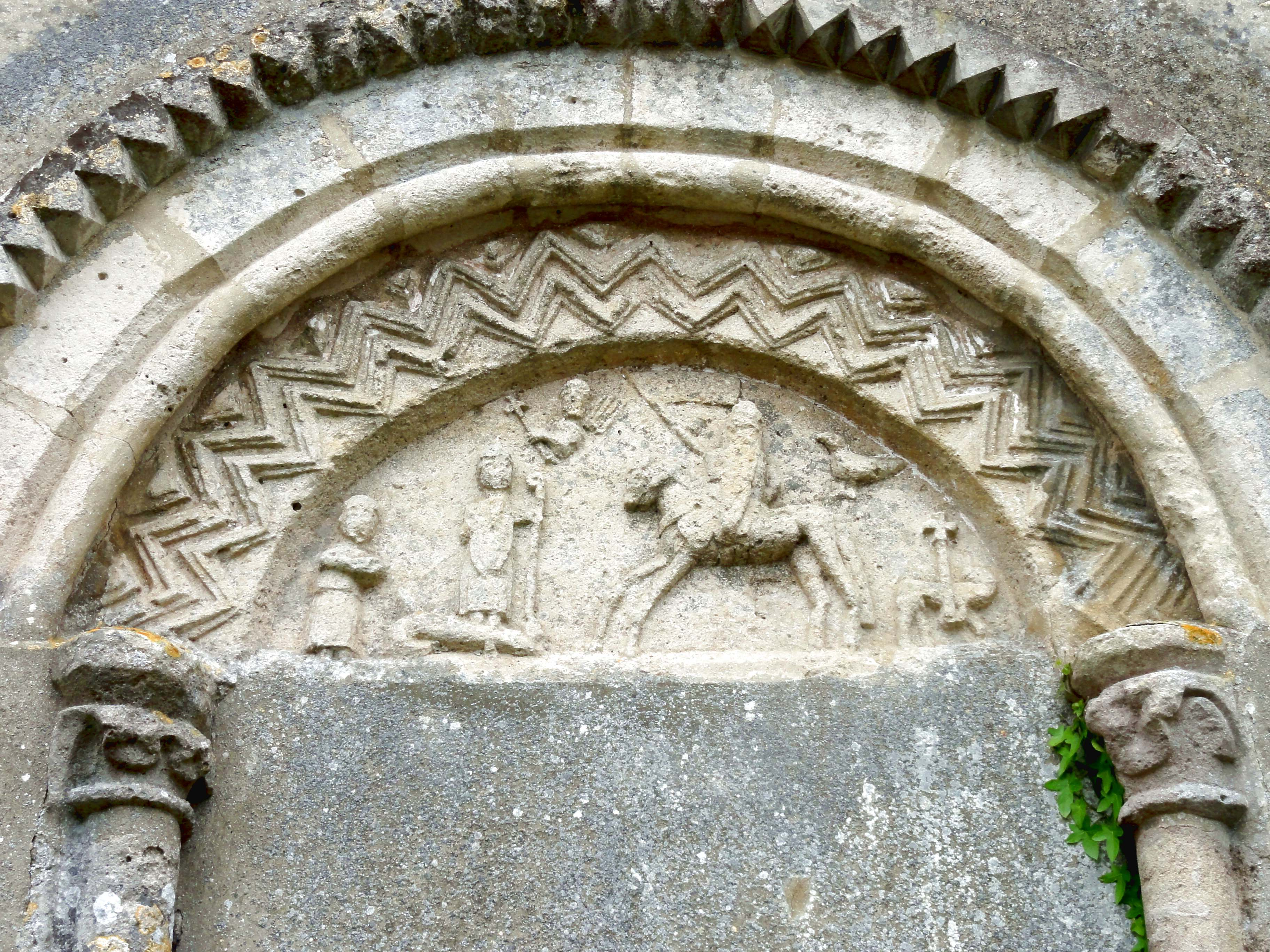
Vue rapprochée du tympan.

Régulièrement orientée, l'église se compose d'une nef unique simplement plafonnée de trois travées ; de la petite chapelle Saint-Georges au nord de la deuxième travée ; et d'un chœur rectangulaire anciennement voûté d'ogives d'une seule travée. Le portail occidental, qui constitue l'unique accès à l'église, est précédé d'un porche moderne sans caractère. Une sacristie également moderne est accolée au chœur au sud. Un petit clocher octogonal en charpente est assis à califourchon sur le début du toit du chœur. Il est revêtu de bardeaux. Les toitures à deux rampants de la nef et du chœur, dont cette dernière est plus élevée, sont délimités par des pignons à l'ouest et à l'est, et couvertes de tuiles plates. La chapelle et la sacristie sont munis de toits en bâtière perpendiculaires à l'axe de l'édifice.

### Portail roman
Le portail nord bouché aurait changé de place selon Bernard Duhamel. L'auteur estime qu'il aurait été remonté « à une époque indéterminée sur ce mur sans épaisseur », sans préciser sa pensée. L'épaisseur du mur n'est guère un critère, car une petite nef sans voûtes n'a pas besoin de murs plus puissants, et l'épaisseur du mur occidental n'est pas supérieure. Cependant, l'hypothèse du déplacement n'est pas sans fondement, comme le donne à penser un cliché de Félix Martin-Sabon antérieur à 1897. L'on y devine un contrefort à gauche du portail, alors qu'actuellement, il n'y a de contreforts qu'au sud de la nef, ainsi qu'autour du chœur. À droite, l'archivolte bute contre un mur, et aucune trace n'est visible du piédroit du portail de ce côté. Un peu plus à gauche du portail, l'on voit un chaînage vertical, qui n'est aujourd'hui plus identifiable sur l'église. Enfin, le piédroit gauche comporte une fine colonnette à chapiteau, dont la sculpture se poursuit sur une frise en haut du piédroit gauche. Comme l'a déjà signalé Roland Vasseur en 1975, le tailloir octogonal aplati sous la forme d'une tablette biseautée et les feuilles maigres indiquent le début du XIVe siècle, et le style rayonnant tardif. Lors de la restauration de la fin du XIXe siècle, la frise a été supprimée, mais la partie manquante du cordon supérieur de l'archivolte et tout le piédroit droit avec sa colonnette à chapiteau ont été reconstitués. Les autres éléments restent authentiques.
On peut écarter la colonnette à chapiteau, dont la présence n'a pas encore trouvé d'explication, de l'analyse des parties hautes du portail. Il n'y a pas, ou plus, de linteau. Le tympan est sculpté dans un seul bloc d'une pierre dure et d'un grain très fin, qui n'est pas de provenance locale. Il mesure seulement 118 cm de largeur à sa base, et accuse la forme d'un hémicycle. Avec son homologue de Meulan, qui avait été enterré devant le chevet et n'a été retrouvé qu'en 1877, c'est le seul tympan roman historié du Vexin français. Il n'y a du reste qu'un autre tympan roman sculpté, celui de Brignancourt. Mais avant d'aborder la sculpture, il convient d'examiner l'archivolte. Elle se compose, du bas vers le haut, d'un double rang de bâtons brisés à faible relief, au profil d'un boudin devant un filet ; d'un rang de claveaux à l'angle adouci par un tore dégagé ; et d'un rang de pointes-de-diamant ou de têtes de clous, et non de dents de scie, comme l'affirme Pierre Coquelle. Les bâtons brisés, d'origine anglo-normande, sont fréquents dans le nord du Vexin et le is, et se trouvent aussi sur les portails de Brignancourt, Lavilletertre, Lierville, Marquemont, etc. Ce motif disparaît au début de la période gothique. Les têtes de clous constituent un motif qui dépasse le contexte régional, et restent en vogue beaucoup plus longtemps, jusqu'aux années 1220 / 1230.
Sur le tympan, six sujets bien distincts sont représentés en bas-relief. Celui qui occupe le plus de place est un cavalier sur sa monture, armé d'une lance. Ce motif se situe à droite de l'axe de symétrie, et les deux protagonistes, dessinés de profil, regardent vers la gauche, où, à une certaine distance, deux personnes leur font face. Ce sont un évêque identifiable comme tel grâce à sa mitre et sa crosse, qui est placé sur une proéminence ou un objet méconnaissable, et un second homme vêtu d'une longue robe. Ils regardent cependant vers le spectateur, et sont figurés de face. En haut, entre l'évêque et le cavalier, surgit le buste d'un homme apparemment ailé, et tenant une hallebarde. Ce serait Dieu le Père. Au-dessus du postérieur du cheval, se profile un grand oiseau, évoquant une colombe, mais André Lapeyre le désigne comme un coq symbolisant le Saint-Esprit. Enfin, tout à droite, l'on reconnaît aisément l'Agnus Dei tenant une croix processionnelle, qui renvoie à la fois vers l'Eucharistie et vers Jésus-Christ, le bon pasteur. L'ensemble de ces trois derniers éléments incarne incontestablement la Sainte-Trinité. Pierre Coquelle ne parvient pas à interpréter le sens des différents éléments. Il s'interroge si le cavalier ne pouvait pas représenter le seigneur local qui aurait fondé l'église. Selon André Lapeyre, cette hypothèse n'est pas recevable, car comme l'avait déjà démontré Émile Mâle, les rois, évêques et barons donateurs n'occupent qu'un rang très modeste dans la hiérarchie des personnages figurant sur les œuvres d'art avant le XIVe siècle, et ils sont généralement humblement agenouillés. Or, le cavalier occupe une place de choix, et doit donc être un saint militaire. De là, il n'y a qu'un pas jusqu'à conclure qu'il s'agisse bien du patron de l'église. La première représentation iconographique connue remonte à 1112 / 1119, sur une monnaie du régent Roger d'Antioche.
Le plus ancien tympan connu affichant une représentation équestre de saint Georges, ici en combattant le dragon, se trouve sur le portail principal de la cathédrale Saint-Georges de Ferrare, qui a été daté de 1135 environ. Émile Mâle a démontré que le sculpteur de ce tympan s'était inspiré du portail occidental (ou plutôt l'un des portails occidentaux) de la basilique Saint-Denis. Ce tympan n'existe plus. Dans la nef de la cathédrale de Chartres, le vitrail d'une rosace montre saint Georges à cheval, sans le dragon. Ce vitrail daterait du milieu du XIIe siècle. De même, la cathédrale d'Amiens possède un vitrail du martyre de saint Georges du XIIIe siècle, également sans dragon, et la cathédrale de Clermont-Ferrand possède elle aussi un vitrail du XIIIe siècle figurant ce saint sans le dragon. Son absence sur le tympan du Heaulme ne doit donc pas étonner. L'évêque et l'autre personnage à gauche restent encore à identifier : par analogie avec l'iconographie d'autres tympans qui représentent la donation d'une église à son saint patron, il devrait s'agir de l'archevêque de Rouen et du donateur, qui n'est certes pas agenouillé, mais prend une posture conforme à son rôle dans cette scène. Il offre l'église à l'archevêque, qui devient patron de la cure, et à son saint patron saint Georges à la fois. Reste à exposer l'argumentation du commandant Lefebvre des Noëttes pour la datation des années 1140-1160 : « 1° La lance du cavalier est serrée sous le bras et elle a un pennon, caractères du XIIe siècle. 2° La selle présente des arçons relevées en dossier de fauteuil de bureau, dont le modèle débute vers 1140. 3° Le bouclier ovale, assez court et pointu en bas, appartient aussi au XIIe siècle, première moitié. Mais il est aplati en haut, ce qui le rapproche de la deuxième moitié du XIIe siècle" […] ». La sculpture a vraisemblablement « été exécutée par un humble tâcheron, disciple malhabile de l'atelier de Saint-Denis et de Chartres »" (André Lapeyre), ce qui explique la composition maladroite et la naïveté de la représentation : il faut donc se garder d'y voir une marque d'archaïsme.

### Élévations extérieures

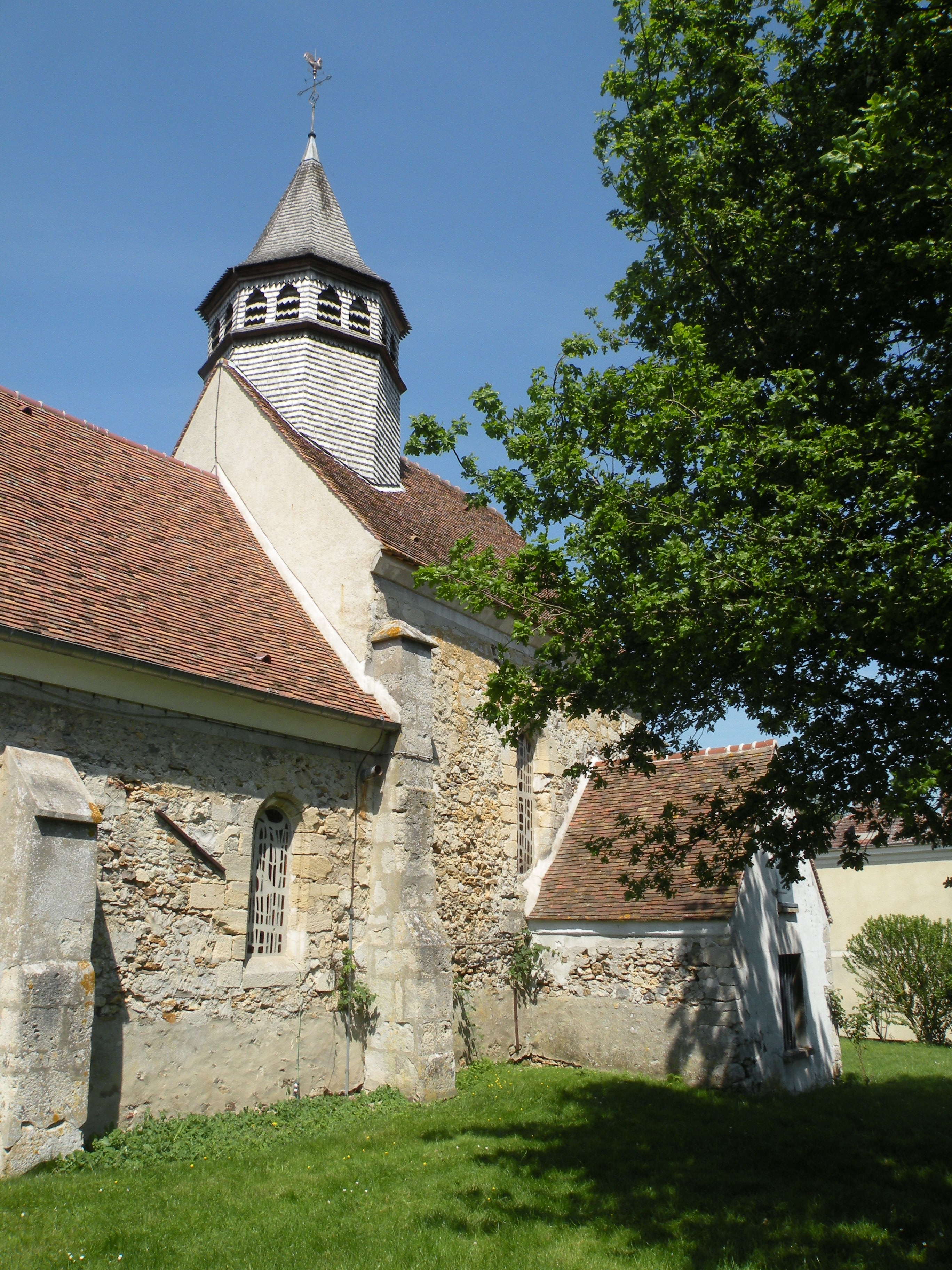
Vue sur le chœur depuis le sud-ouest.

Comme l'exprime André Lapeyre, « cet édifice est très défiguré ». La façade occidentale est sans caractère. Elle n'est pas flanquée de contreforts, et le mur est aveugle, hormis une petite ouverture rectangulaire dans le pignon. Le porche et le portail ne présentent pas davantage d'intérêt. Les murs gouttereaux ont perdu leurs corniches, et celui au nord de la nef, tous ses contreforts. Les deux contreforts intermédiaires au sud se retraitent grâce à un fruit au niveau de la limite des allèges, et s'amortissent par un glacis formant larmier, dont celui du deuxième contrefort a été refait lors d'une restauration, et ne respecte pas les dispositions primitives. La nef est éclairée par des lancettes simples entourées d'un double ressaut chanfreiné dans la deuxième travée, côté nord, et la troisième travée, côté sud. La fenêtre de la deuxième travée, côté sud, est en plein cintre et plus grande que les autres ; elle a été refaite après la fin de la période gothique. Au nord, l'absence de fenêtres dans la première et la dernière travée s'expliquent par la présence du portail roman bouché et de la chapelle Saint-Georges. Ce petit annexe n'est pas muni de la moindre fenêtre, et évoque un ancien enfeu. Les murs sont appareillés en moellons noyés dans un mortier, sauf pour les contreforts et les pourtours des baies. C'est aussi le cas du chœur. Il est plus ancien que la nef, comme le montre le tracé en plein cintre de ses trois fenêtres, soit une de chaque côté. Ces fenêtres sont pourvues d'un double ébrasement, et non décorées. Les deux contreforts au chevet et le dernier contrefort du nord, près du chevet, sont restés dans leur état primitif. Ils se retraitent deux fois par un glacis, et s'achèvent par un glacis analogue. Comme caractéristique du XIIe siècle, ces glacis sont munis de larmier à peine perceptibles. Les autres contreforts ont été refaits à partir de leur premier ressaut. Au milieu du chevet, un contrefort supplémentaire se situe en dessous de la baie d'axe. Le pignon est enduit, et lui aussi percé d'une ouverture rectangulaire pour l'aération des combles. Le petit clocher octogonal, entièrement revêtu de bardeaux de bois de châtaignier, évoque un pigeonnier par ses deux très petites baies abat-son en tiers-point en haut de chaque face. Il ne manque pas de charme, et se situe en dehors des traditions architecturales du Vexin.

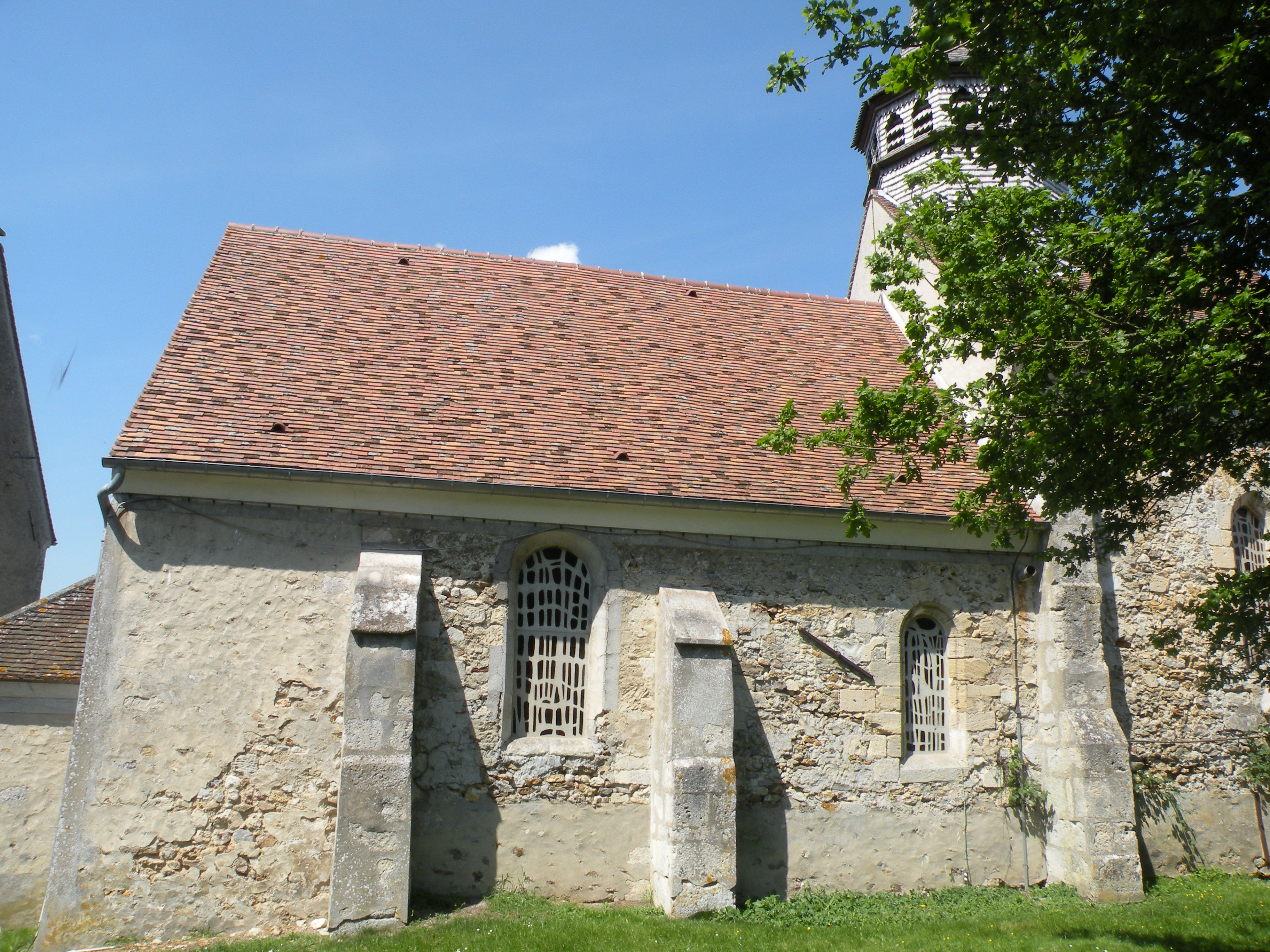
Nef, élévation sud.
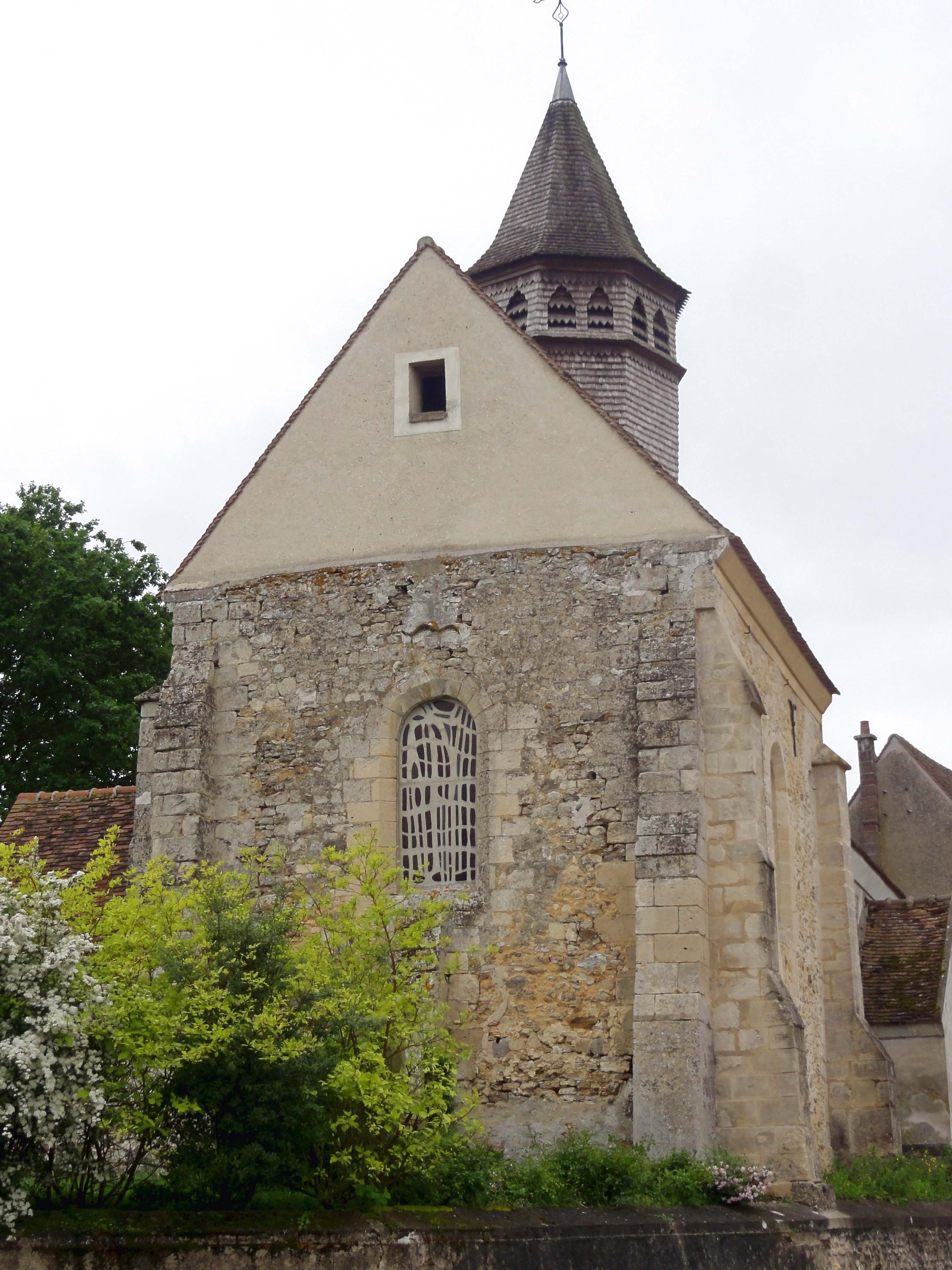
Chevet, vue depuis le nord-est.
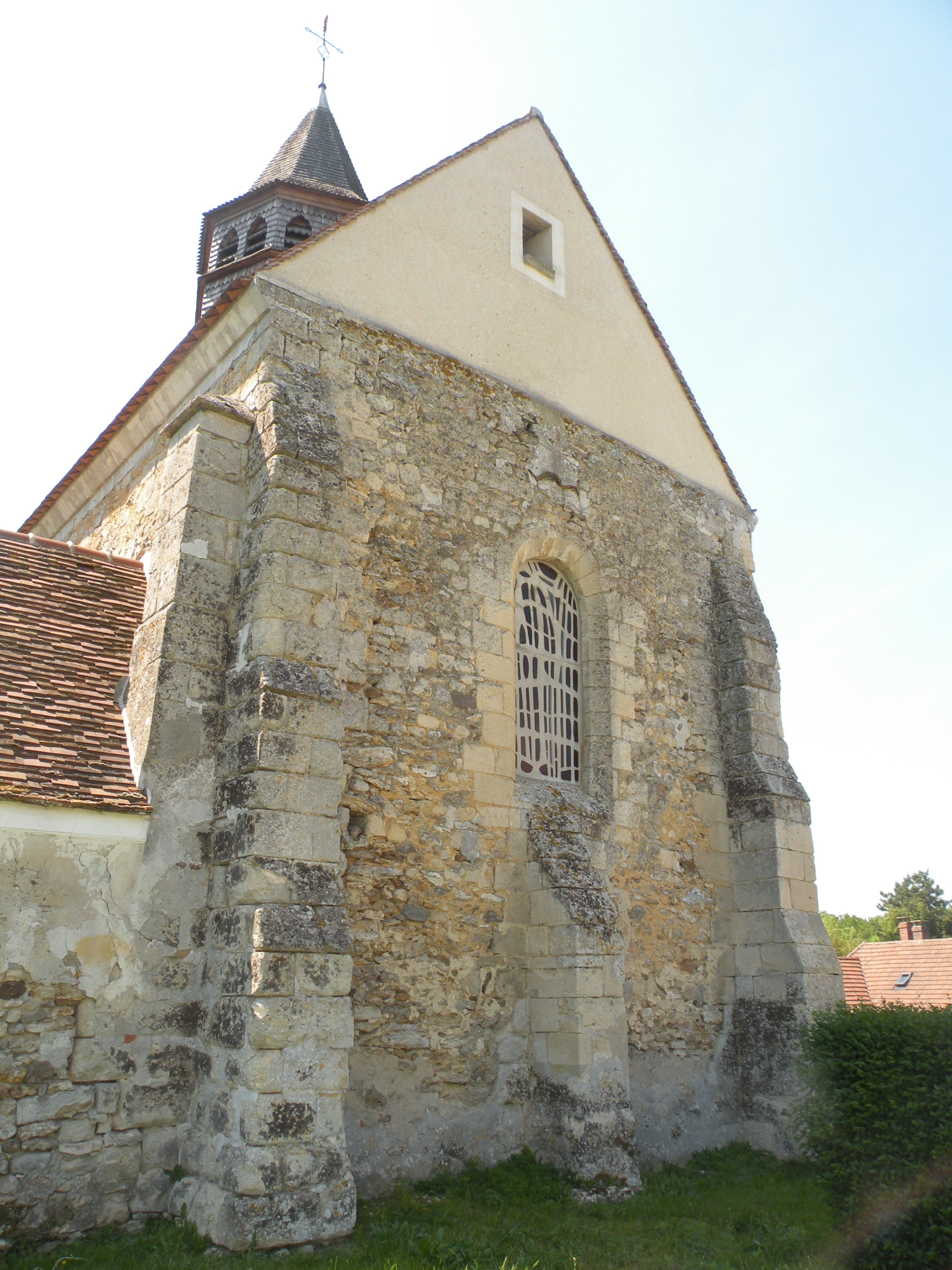
Chevet, vue depuis le sud-est.
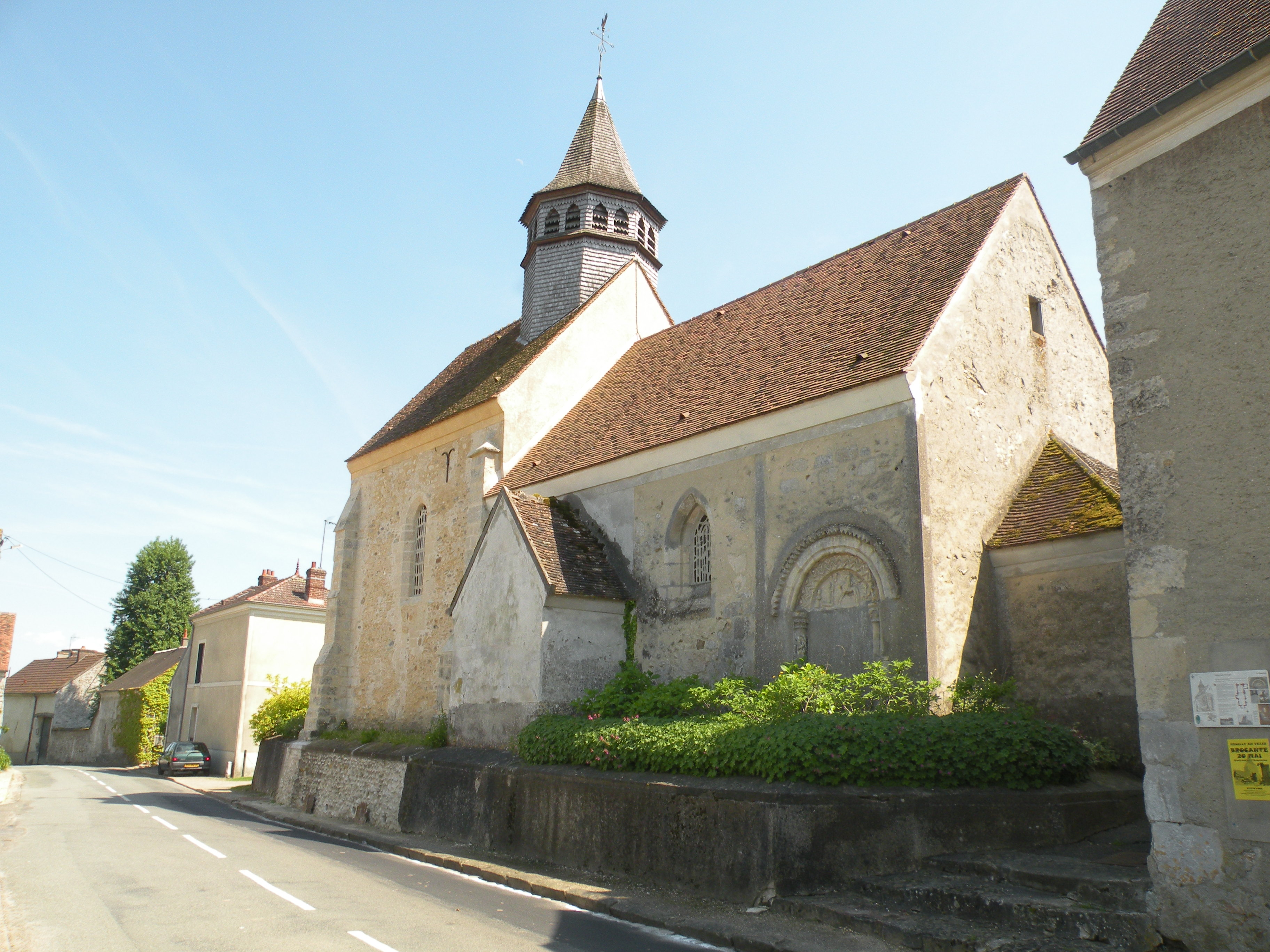
Vue depuis le nord-ouest.

### Intérieur

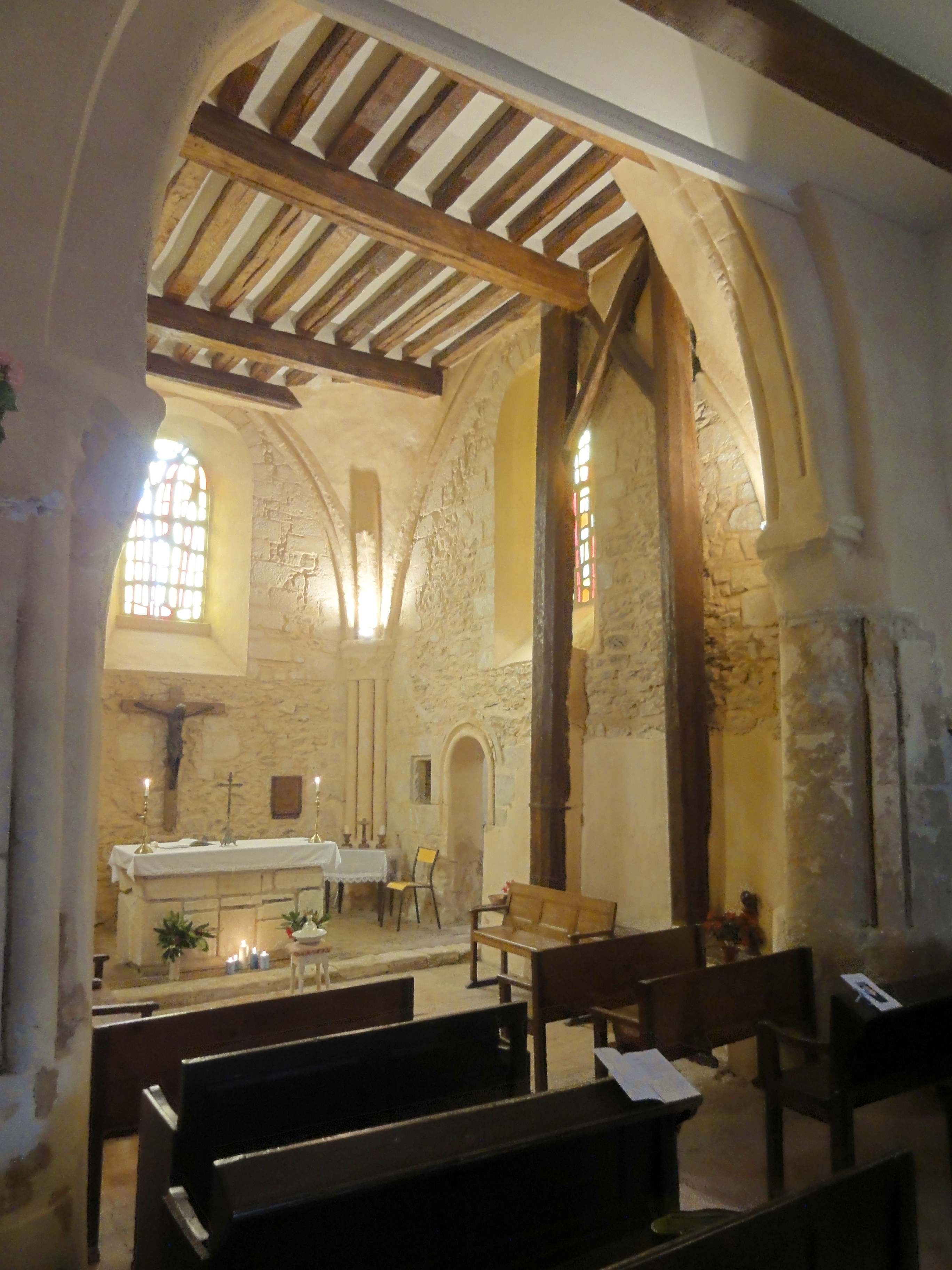
Nef, vue dans le chœur.

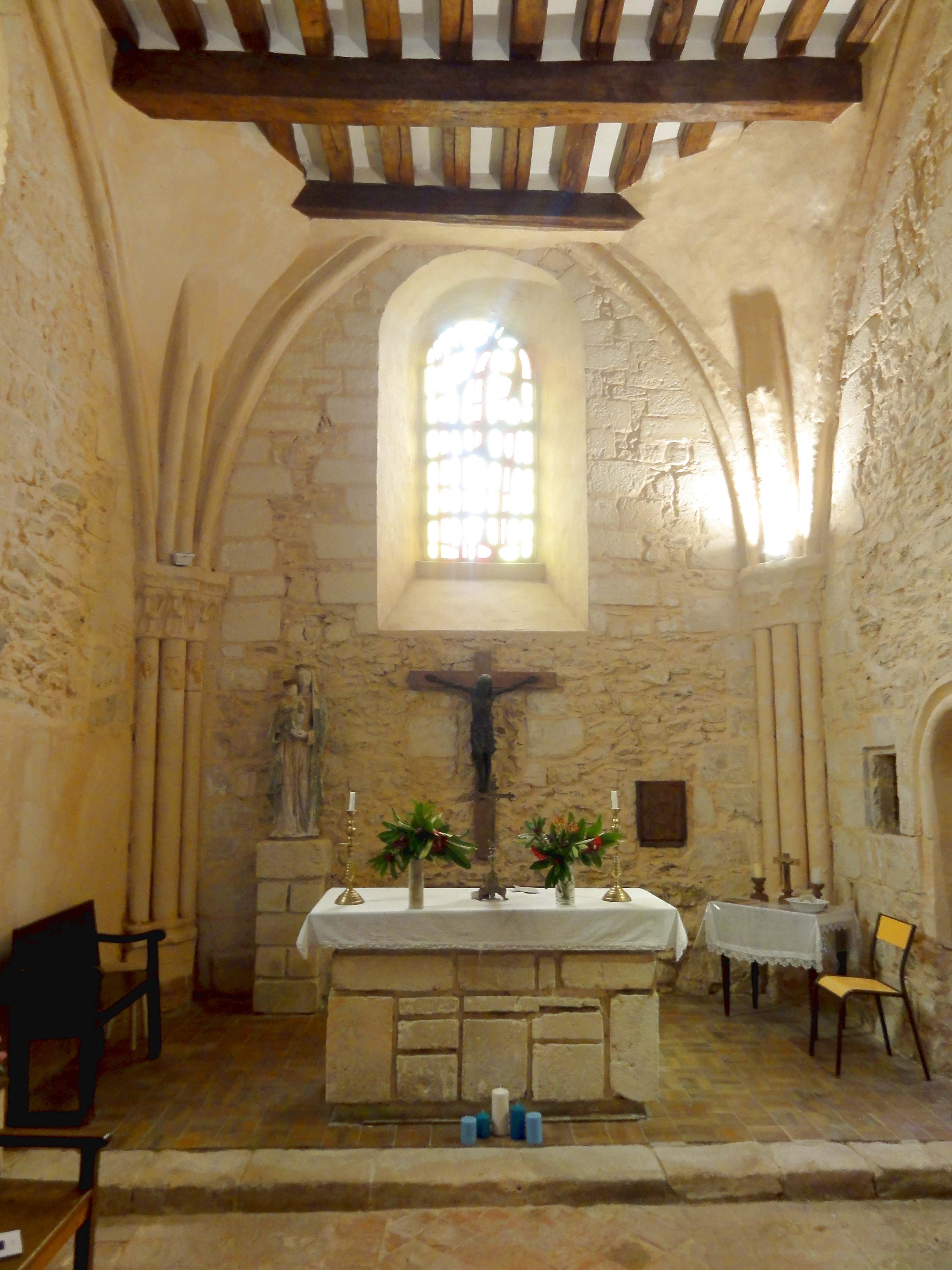
Chœur, vue vers l'est.

Par son plan à nef unique, l'église Saint-Georges ressemble à beaucoup de petites églises rurales du Beauvaisis du XIIe siècle, mais le plus souvent, l'adjonction d'un ou deux bas-côtés, la construction de chapelles latérales de part et d'autre de la première travée du chœur ou le voûtement d'ogives ont rendu le plan plus complexe. Cependant, même les églises les plus modestes possèdent le plus souvent un chœur de deux travées, dont la première sert de base de clocher, et la deuxième, de sanctuaire. Le plan simplifié à l'extrême que l'on constate au Heaulme est celle d'une chapelle. Comme exemples représentatifs d'églises à vaisseau unique dans la région, l'on peut citer Auvillers, Brignancourt, Gadancourt, Gouzangrez, Merlemont (commune de Warluis), Omerville et Reilly. Un bas-côté a été ajouté à Hardricourt (démoli depuis), Le Perchay, Ronquerolles, etc. Toutes ces églises ont des chœurs à deux travées. Ce n'est qu'à Bray-sur-Aunette que le chœur se limitait initialement à une unique travée. Comme particularité, des contreforts internes très peu saillants marquent l'intersection des travées. Hormis ces considérations, la nef n'appelle guère d'autres remarques, car sa charpente est cachée par un plafond plat, qui ne laisse apparaître que quelques poutres, et la partie inférieure des murs est revêtu d'un lambris moderne. La chapelle Saint-Georges, voûtée en berceau brisée, contient un petit autel de pierre, et derrière, à gauche, une niche en arc brisé de faible profondeur, qui évoque une piscine liturgique. Or, la piscine n'est pas accessible sauf en se penchant par-dessus de l'autel, qui semble du reste récent. Seulement la tablette qui le recouvre semble ancienne. Si la niche correspond réellement à une piscine, ceci infirmerait l'hypothèse que la chapelle représente un ancien enfeu. L'on note encore une fenêtre en plein cintre bouchée, entourée d'un double ressaut chanfreiné, en haut du mur d'extrémité.
Le chœur, un peu moins large que la nef et légèrement désaxé vers la gauche, s'ouvre par un arc triomphal à double archivolte, qui retombe de chaque côté sur une colonne engagée flanquée de deux colonnettes appareillées. L'arc-doubleau et les tailloirs carrés sont fortement mutilés et incomplets, mais leur profil s'est conservé à certains endroits. Il paraît que le rouleau supérieur était torique, et que le rouleau inférieur accusait un méplat entre deux tores dégagés, comme le plus souvent à la première période gothique. Les tailloirs se composaient apparemment, du haut vers le bas, d'une tablette biseautée, d'une gorge, d'une baguette et d'un cavet. Les chapiteaux sont également mutilés et partiellement noyés dans le plâtre, et de surcroît empâtés par une épaisse couche de badigeons. Mais il est encore facile reconnaître qu'ils étaient tous sculptés de façon identique, et affichaient deux rangs de crochets stylisés, dont les extrémités formaient des boules. Les bases de l'arc triomphal ont été remplacés par des blocs de pierre non moulurés. À l'intérieur du chœur, l'on voit que les colonnettes de l'archivolte entre dans la composition de faisceaux de trois colonnettes, et des faisceaux de trois colonnettes sont également logées dans les angles du chevet. Dans chaque faisceau, la colonnette médiane était réservée à une ogives, et les autres, aux formerets ou au rouleau supérieur de l'arc triomphal. Les chapiteaux des trois colonnettes fusionnent, et leurs tailloirs, implantés à 45° face aux ogives, également. La partie médiane correspondant à l'ogive forme un léger ressaut. Les bases ne subsistent plus que dans l'angle nord-est. Elles se composent d'un petit tore, d'une large scotie et d'un gros tore, et sont placés sur des socles carrés, également implantés de biais, qui se retraitent par un glacis à mi-hauteur. Tout ce qui reste de la voûte sont les formerets toriques, presque intacts, et les départs des ogives, moulurées d'une très fine arête entre deux tores. Le plafond de bois actuel est très rustique, et se compose de poutres supportant des solives, comme dans les nefs de Brignancourt, Condécourt et Tessancourt-sur-Aubette, et dans le chœur de Berville. Afin de consolider la charpente qui doit assumer la masse du clocher, deux poutres horizontales sont adossées à chacun des murs latéraux, et se superposent aux fenêtres, comme dans la nef de Saint-Félix. Au sud, la porte de la sacristie, vraisemblablement ancienne, est en plein cintre, et entourée d'un tore dégagé.

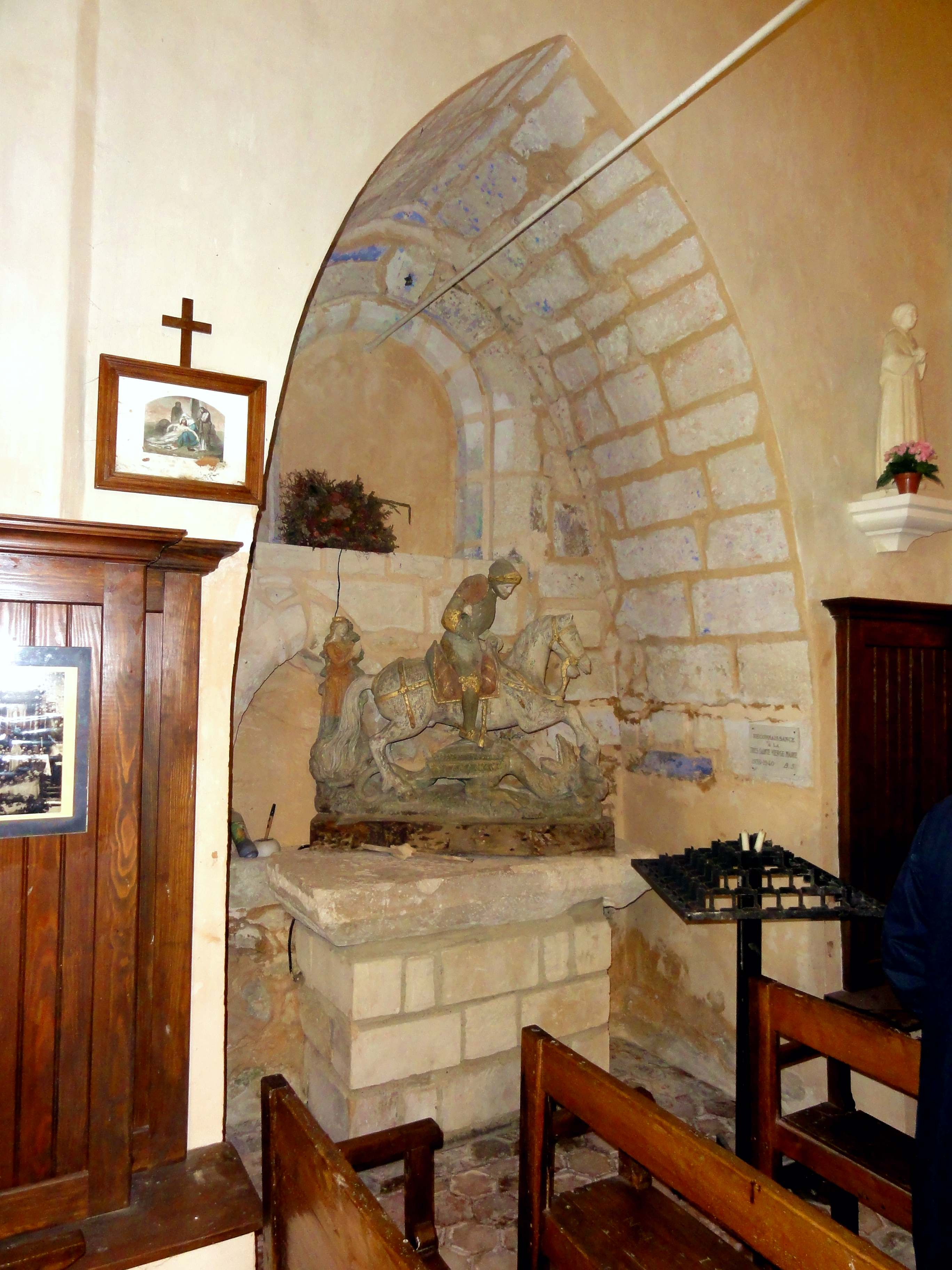
Chapelle Saint-Georges au nord de la nef.
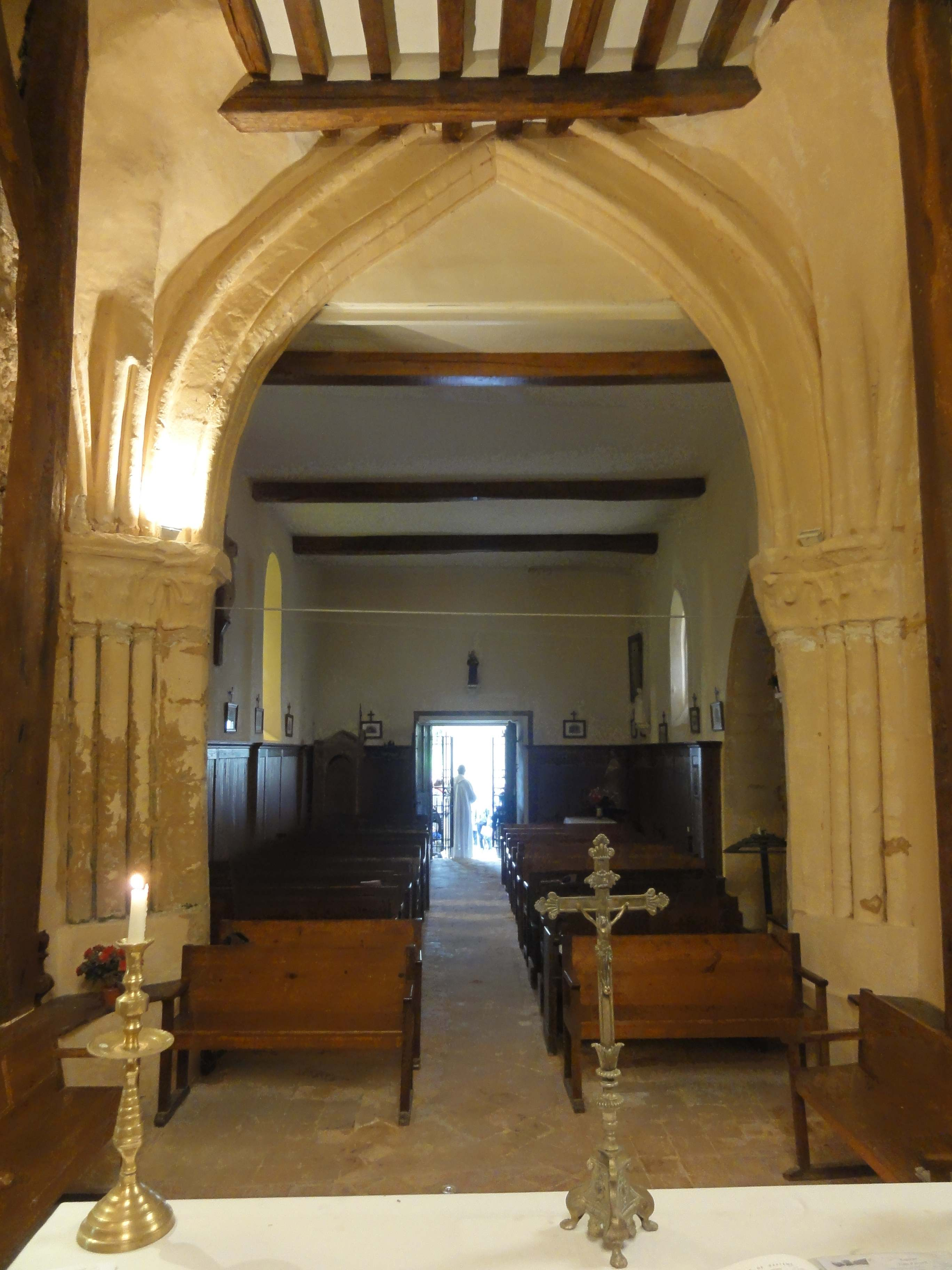
Chœur, vue vers l'ouest depuis le chevet.
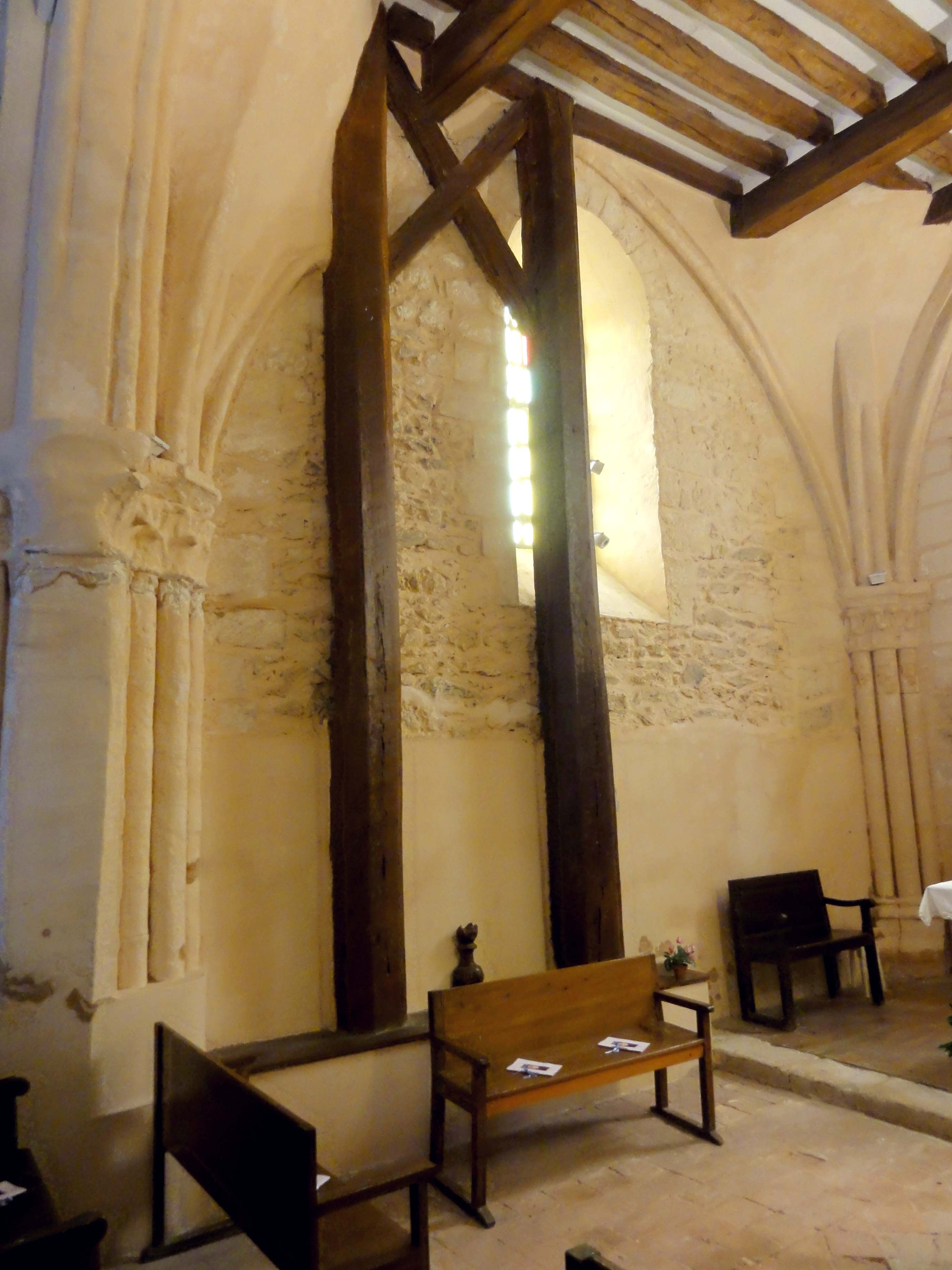
Chœur, vue vers le nord-est.
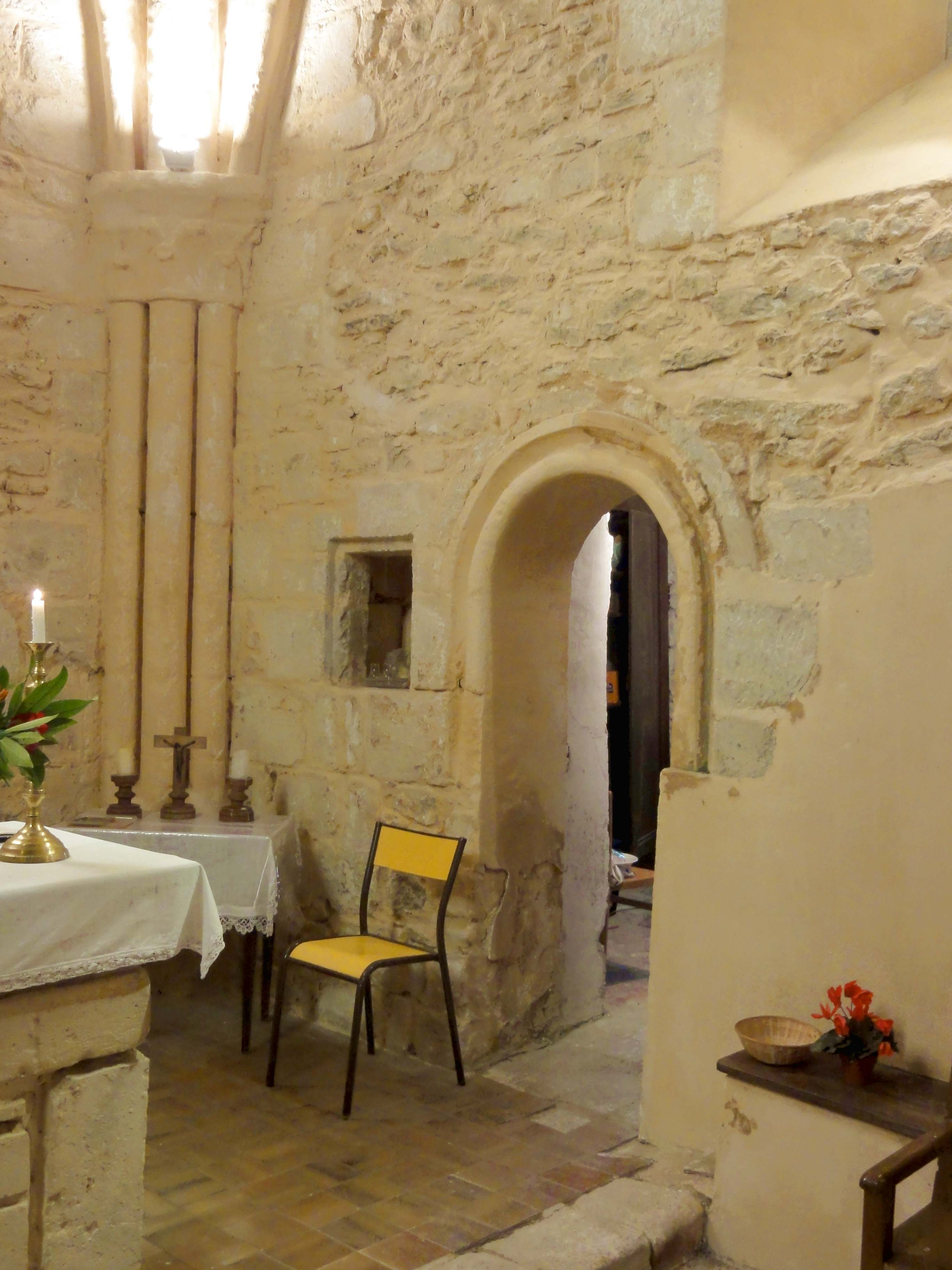
Chœur, porte de la sacristie au sud.
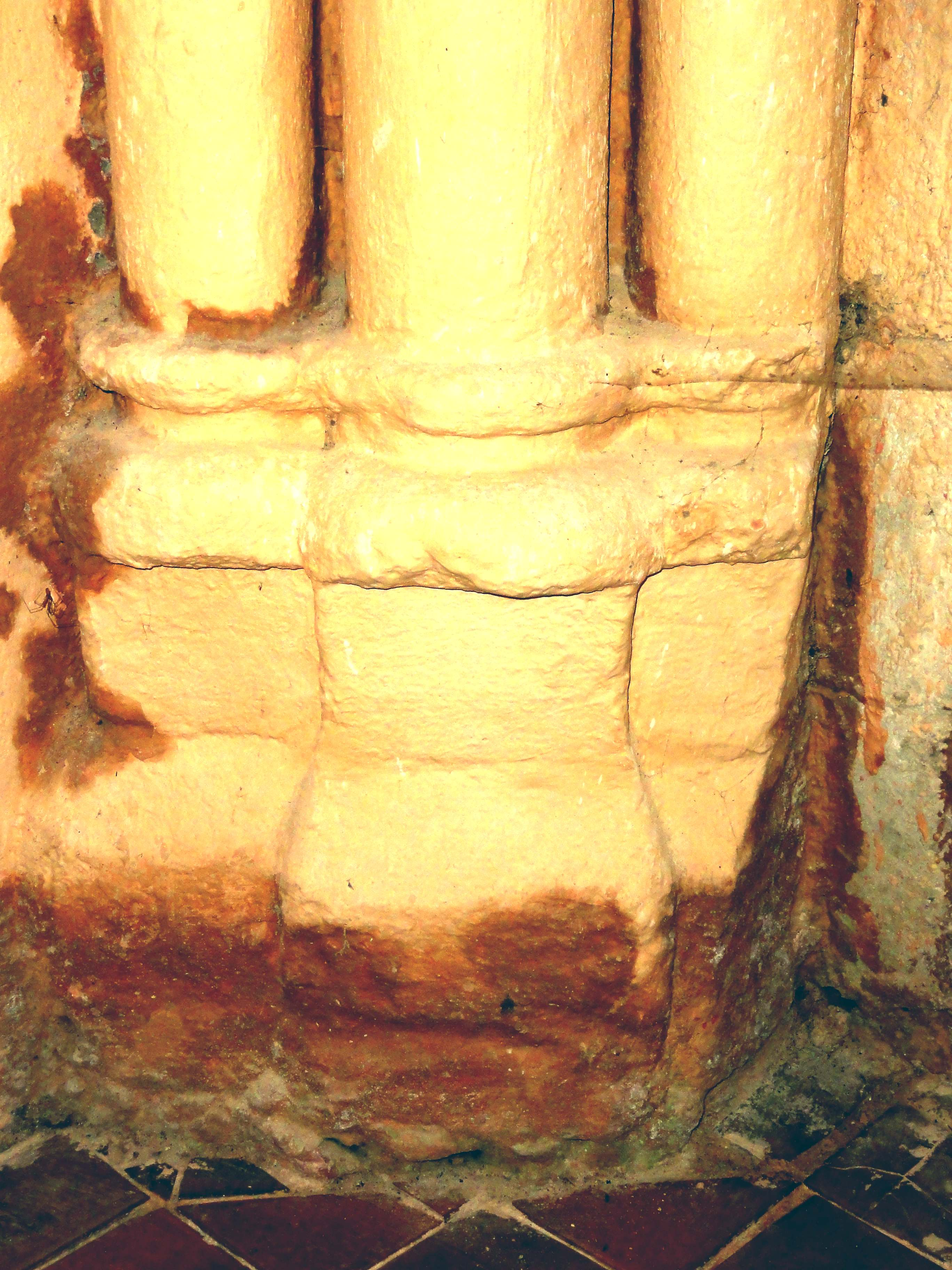
Chœur, bases dans l'angle nord-est.
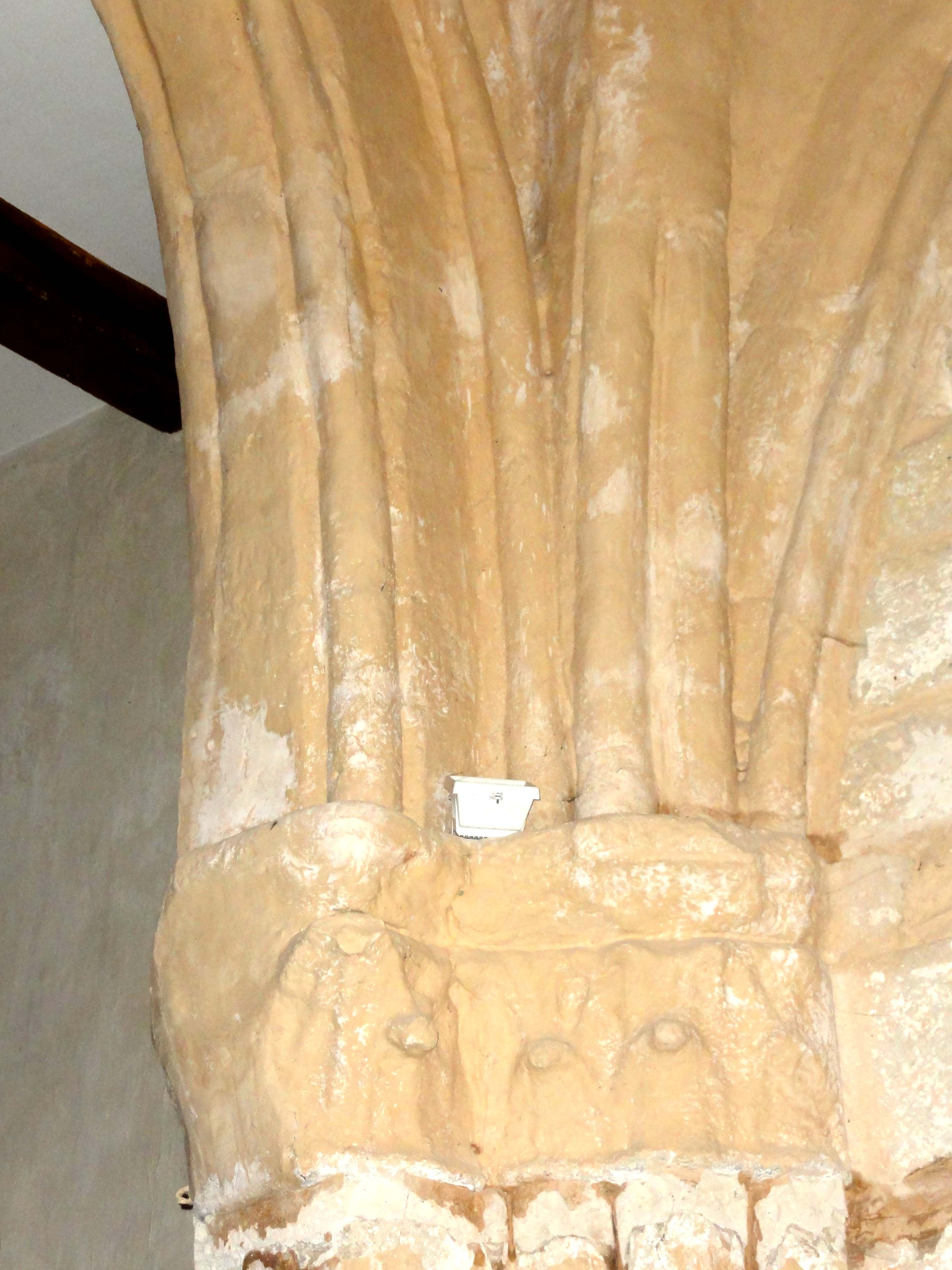
Chapiteaux et ogive dans l'angle nord-est.

## Mobilier
Parmi le mobilier de l'église, deux éléments sont classés monument historique au titre objet. Il s'agit du groupe sculpté de saint Georges combattant le dragon et d'une Vierge à l'Enfant, tous les deux en pierre polychrome. Le groupe de Saint-Georges, de dimensions moyennes, s'accompagne d'une figure de donateur. Il date du XVIe siècle, et est placé sur l'autel ou socle dans la chapelle Saint-Georges. Il a été restauré, et est classé depuis août 1963. La Vierge à l'Enfant en petite nature mesure 110 cm de hauteur, et date du XVe siècle. Elle est placée dans le sanctuaire, à gauche du chevet. Son classement remonte à janvier 1959. Parmi les autres éléments du mobilier, l'on peut signaler un bâton de procession avec une statuette de saint Georges combattant le dragon, qui est incomplet et a perdu son dais, et le confessionnal, dont les écoinçons des trois arcs en plein cintre surmontés de frontons triangulaires sont délicatement sculptés d'une tête humaine, de rinceaux végétaux, et de pilastres cannelés munis de consoles.

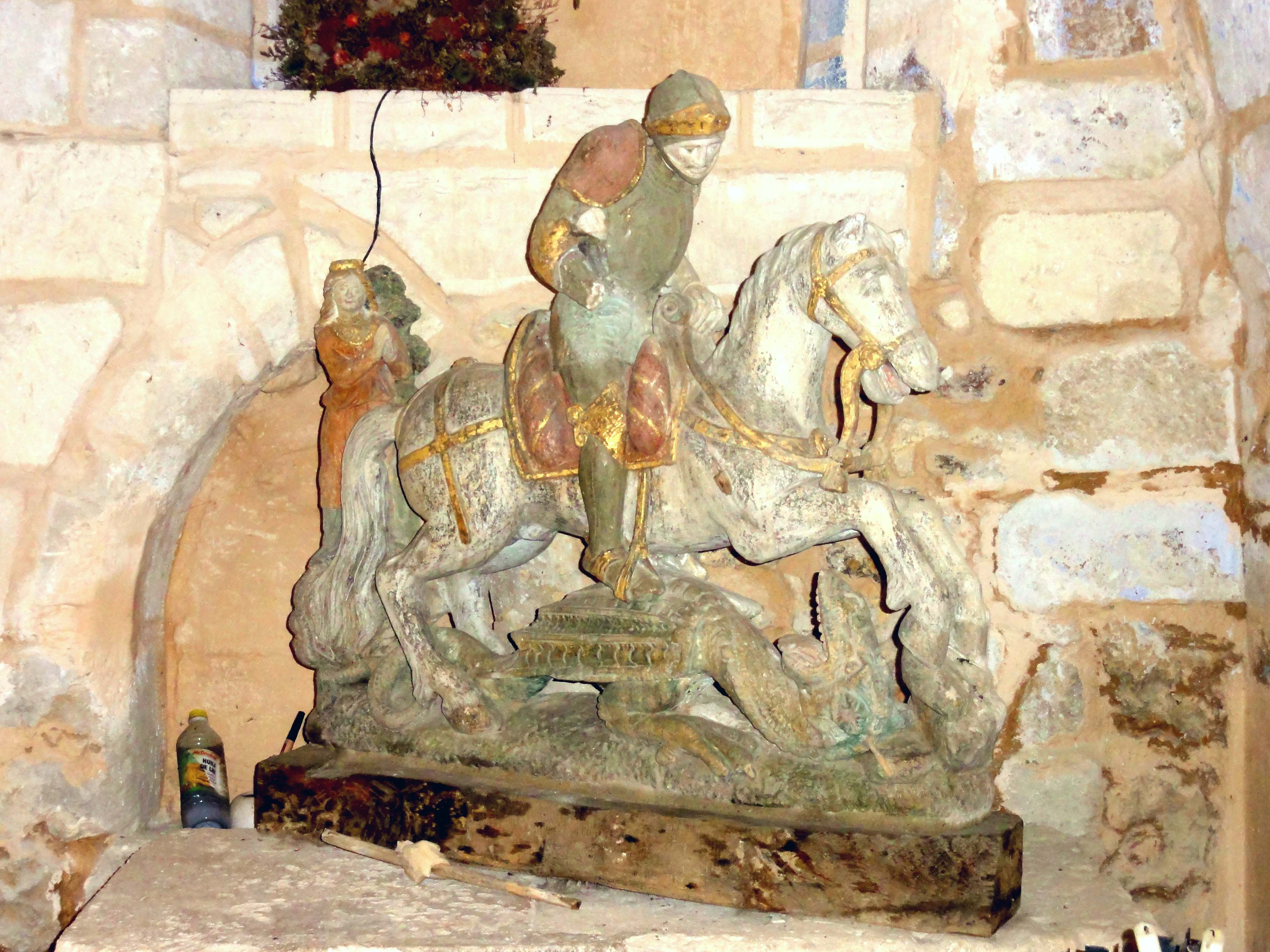
Saint Georges combattant le dragon.
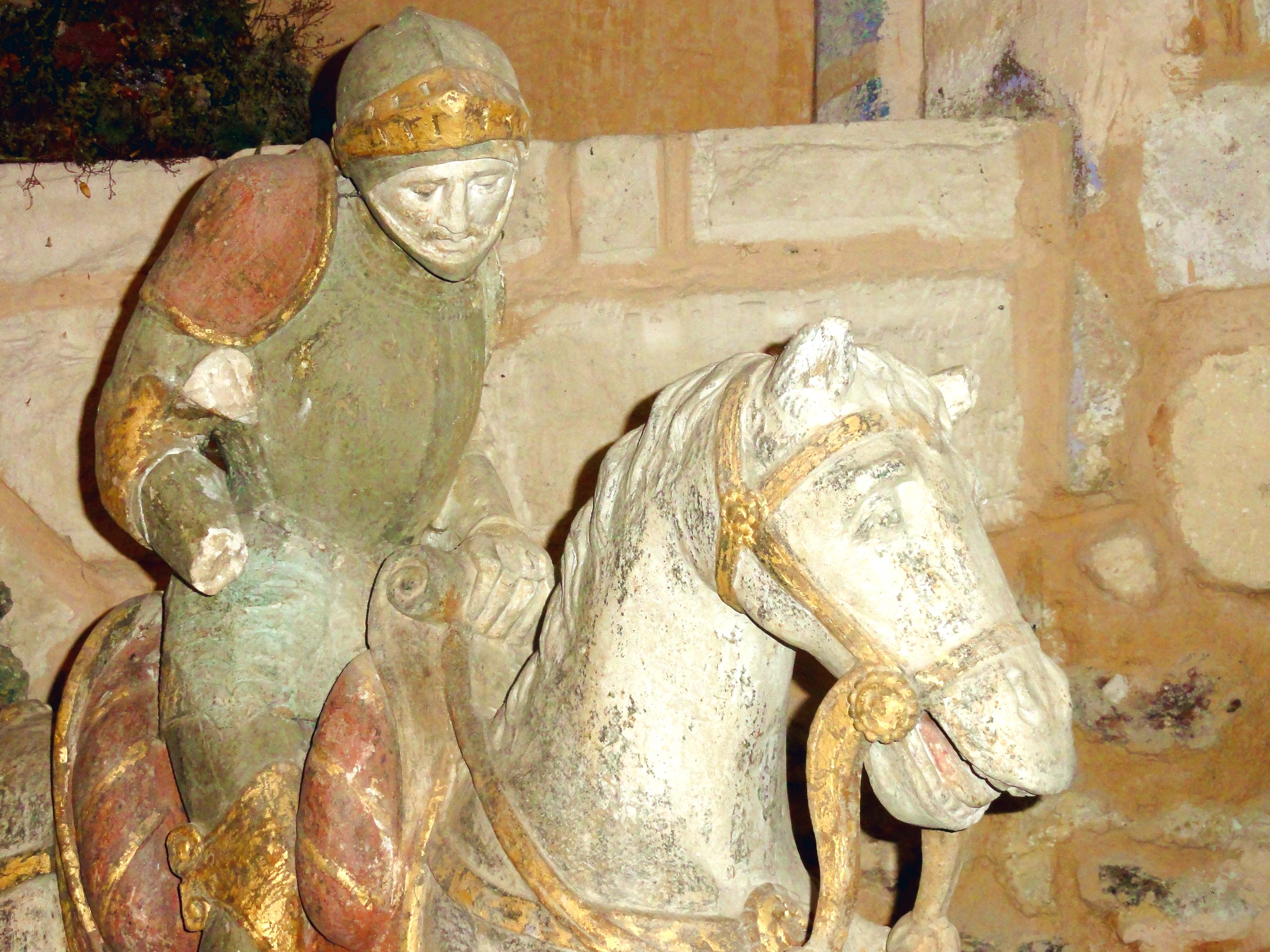
Saint Georges, vue de détail.
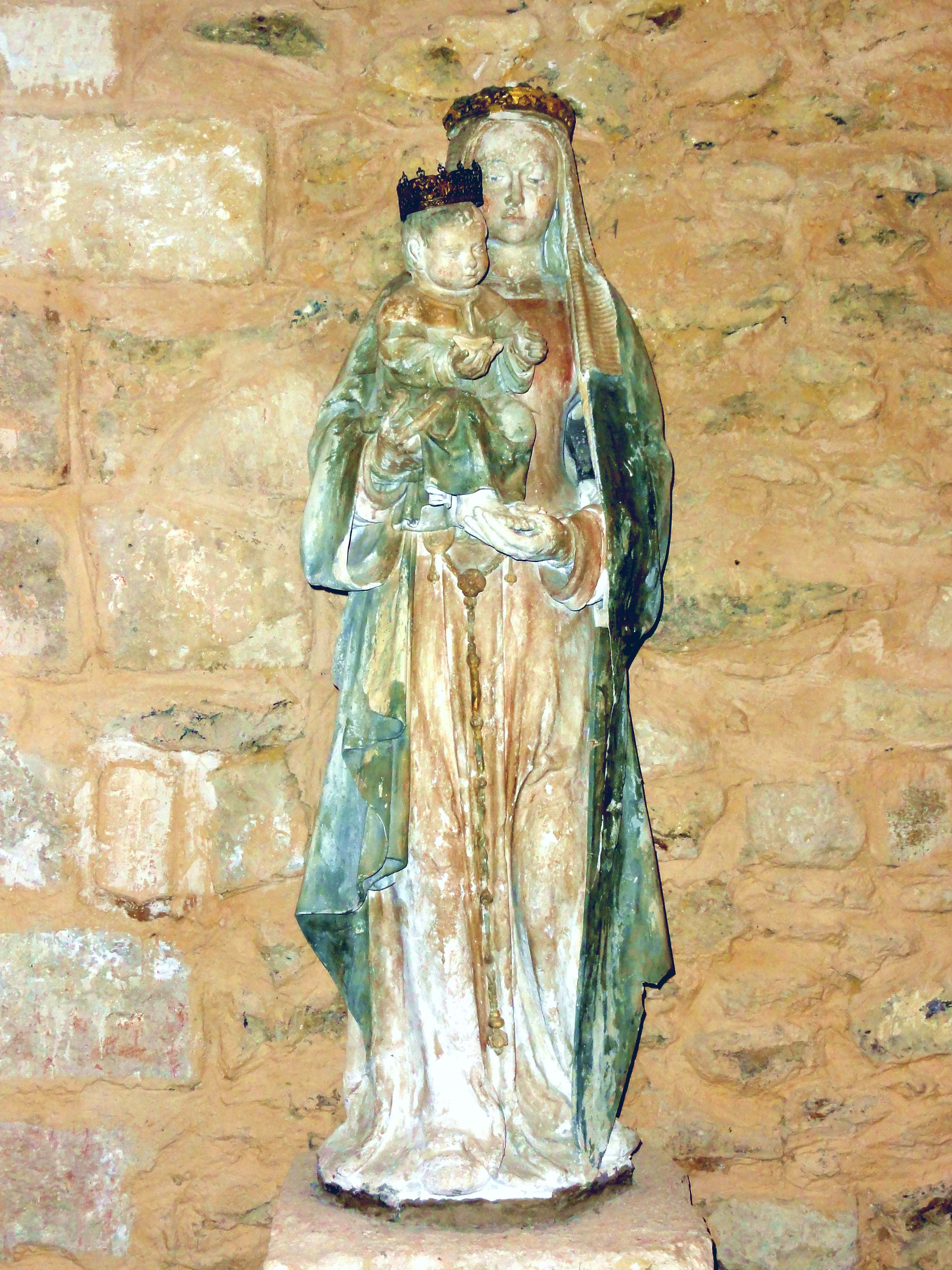
Vierge à l'Enfant.
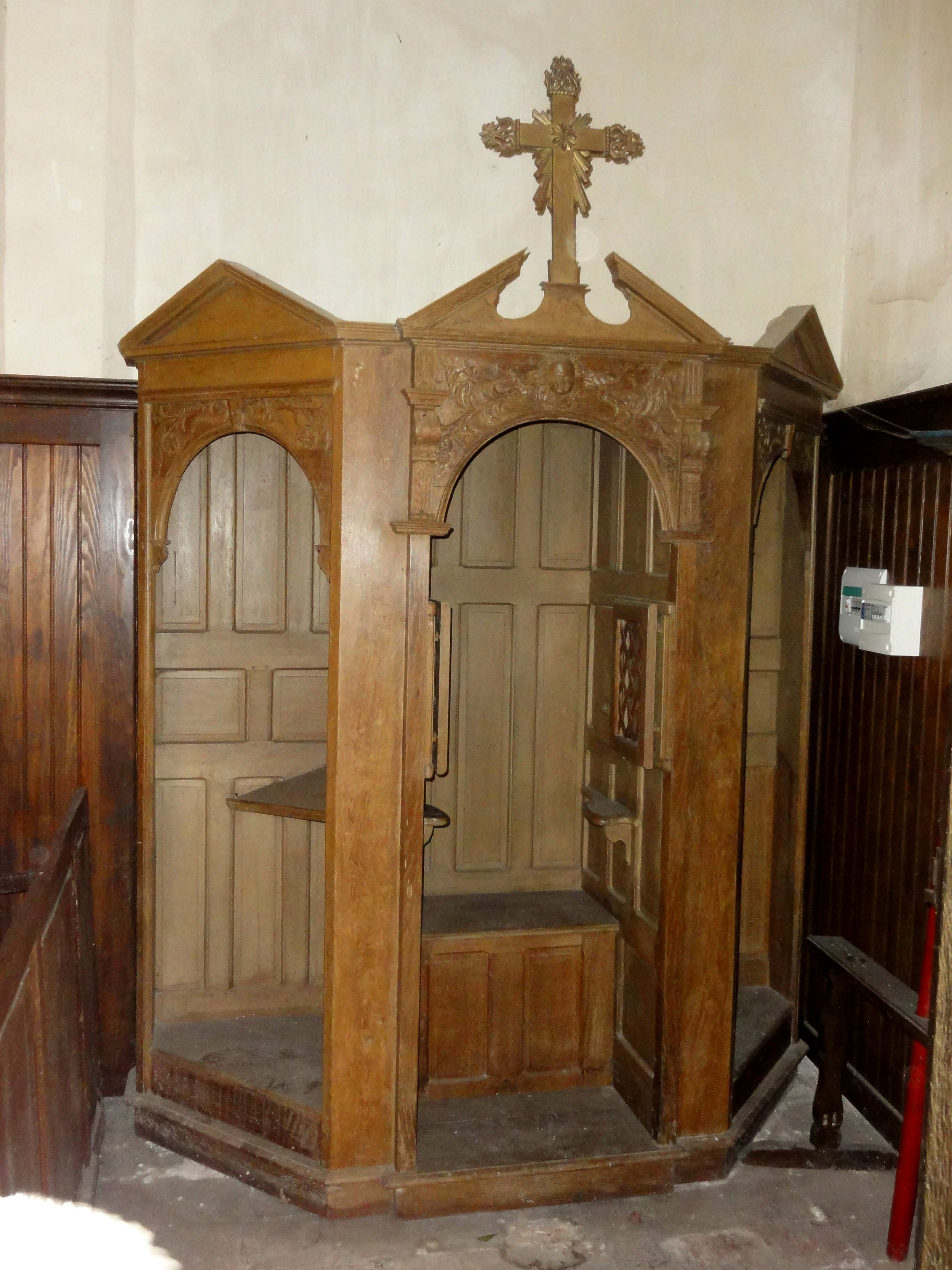
Confessionnal.
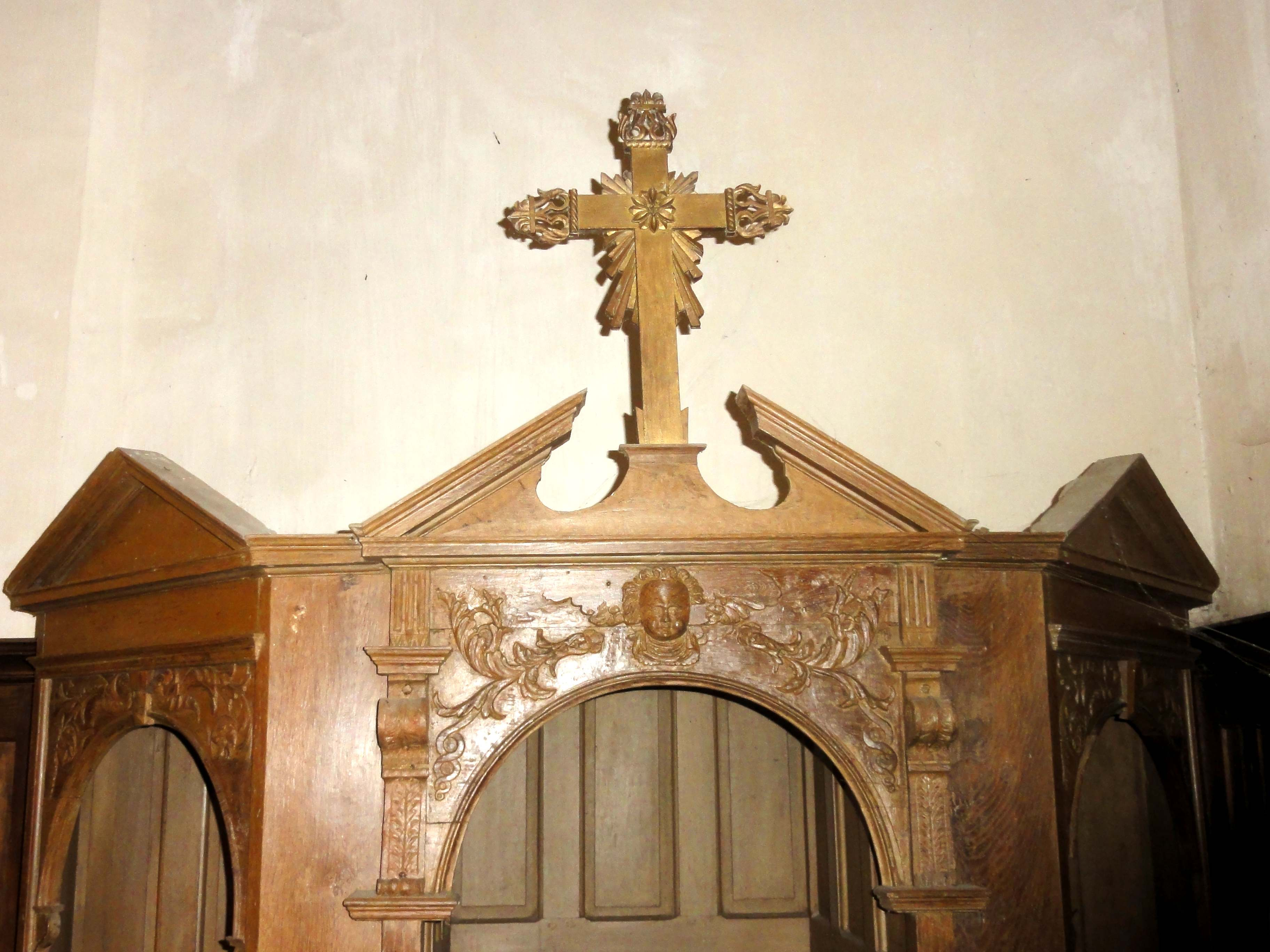
Confessionnal, détail du fronton de la loge centrale.
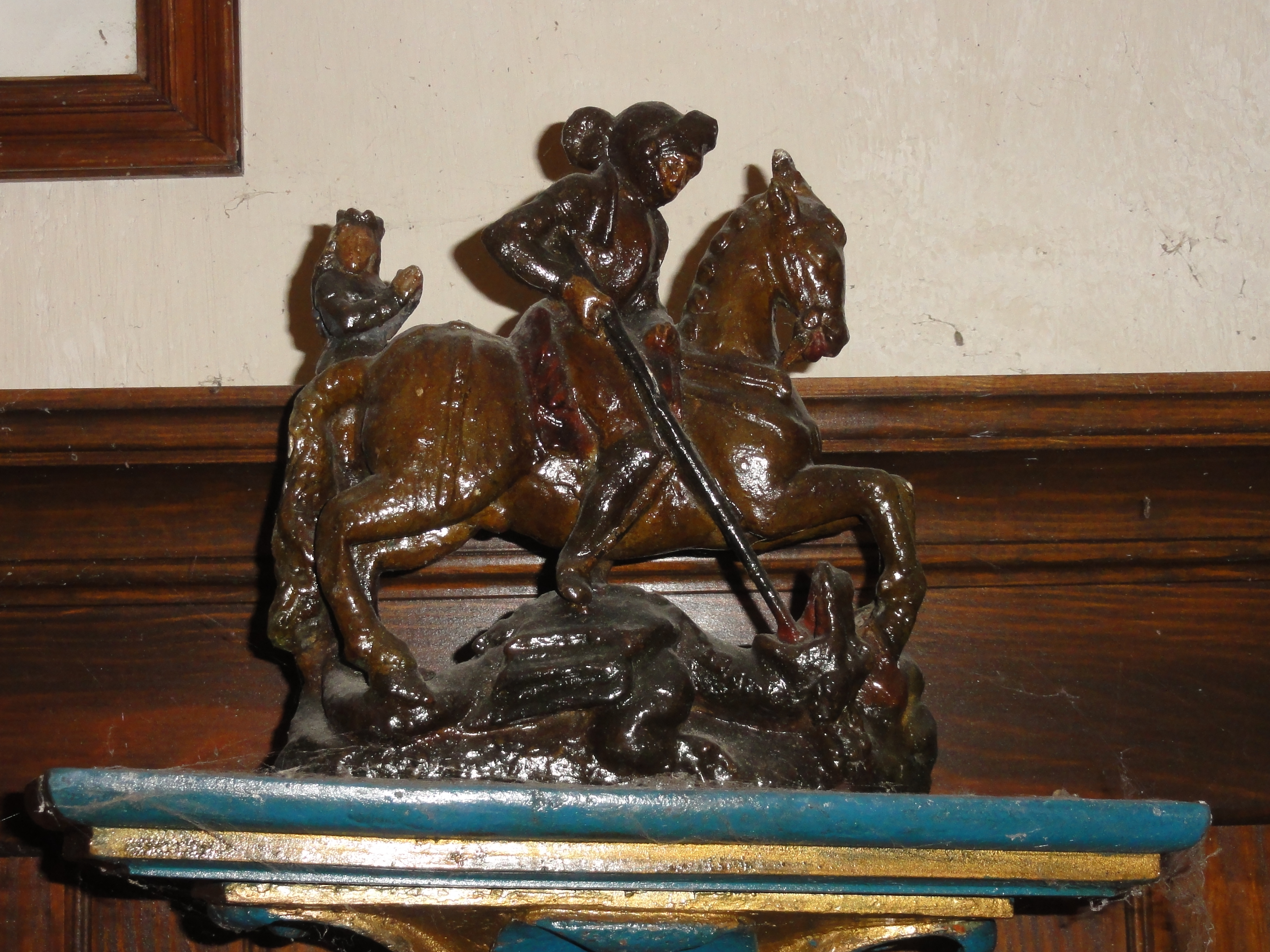
Bâton de procession - saint Georges.